# Stamper Peak
Lo Stamper Peak (in lingua inglese: Picco Stamper ) è un picco antartico, alto 2.180 m, situato 18 km a est-nordest del Monte Gilruth, nei Monti dell'Ammiragliato, in Antartide. Il picco si innalza dalla parte centro-meridionale di una cresta che separa il Ghiacciaio Dugdale dal Ghiacciaio Ommanney.
Il picco roccioso è stato mappato dall' United States Geological Survey (USGS) sulla base di rilevazioni e foto aeree scattate dalla U.S. Navy nel periodo 1960-63.
La denominazione è stata assegnata dall' Advisory Committee on Antarctic Names (US-ACAN) in onore di Wilburn E. Stamper, della U.S. Navy, operatore radio presso la Stazione McMurdo nel 1967.